# کوینزی (ماساچوست)
کوینزی(به انگلیسی: Quincy) شهری در شهرستان نورفک ایالت ماساچوست می‌باشد که در سال ۱۷۹۲ بنیان‌گذاری شده‌است. این شهر در سرشماری سال ۲۰۱۰ میلادی، ۹۲٬۲۷۱ نفر جمعیت داشته‌است.

## نگارخانه

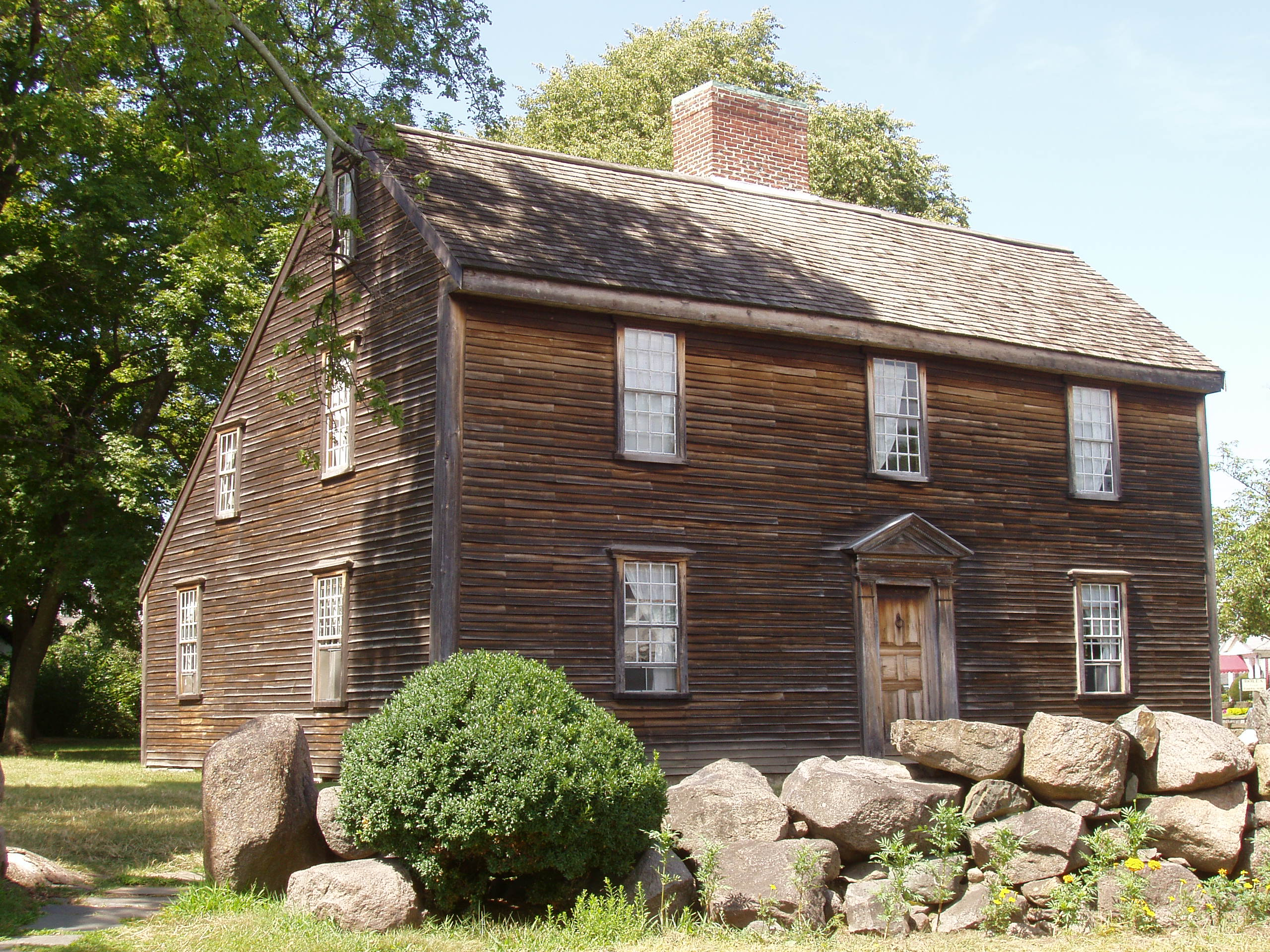
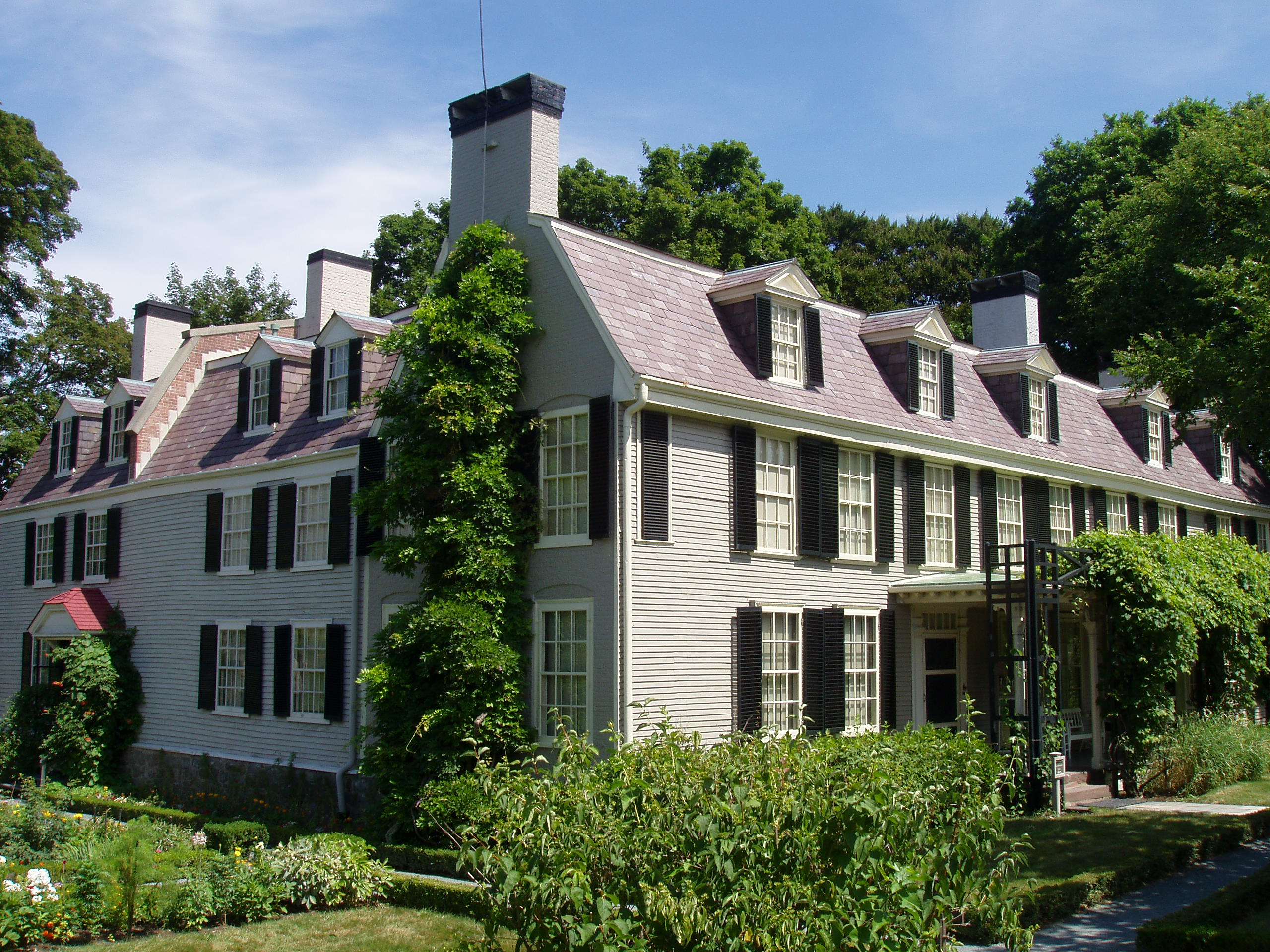
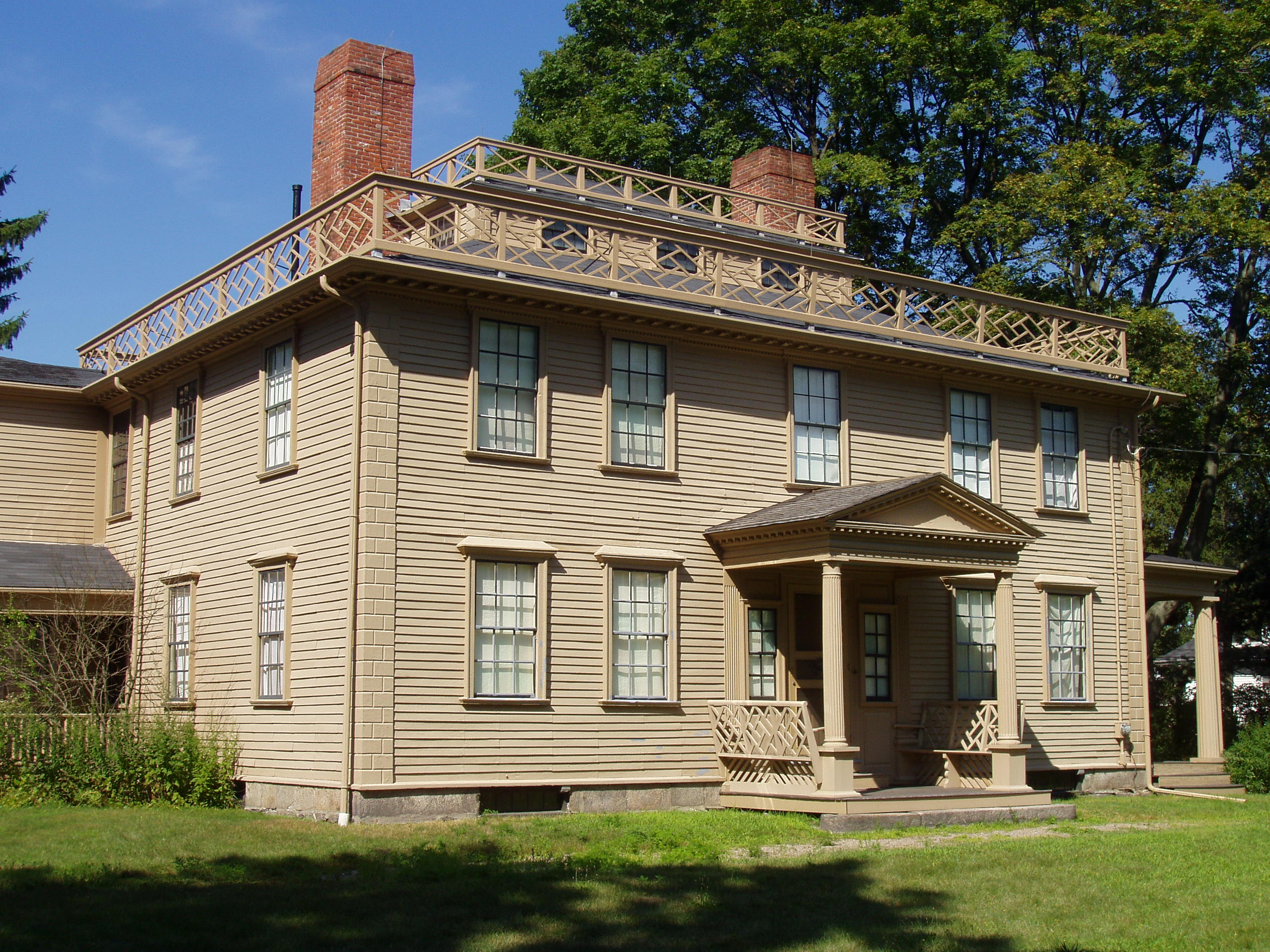
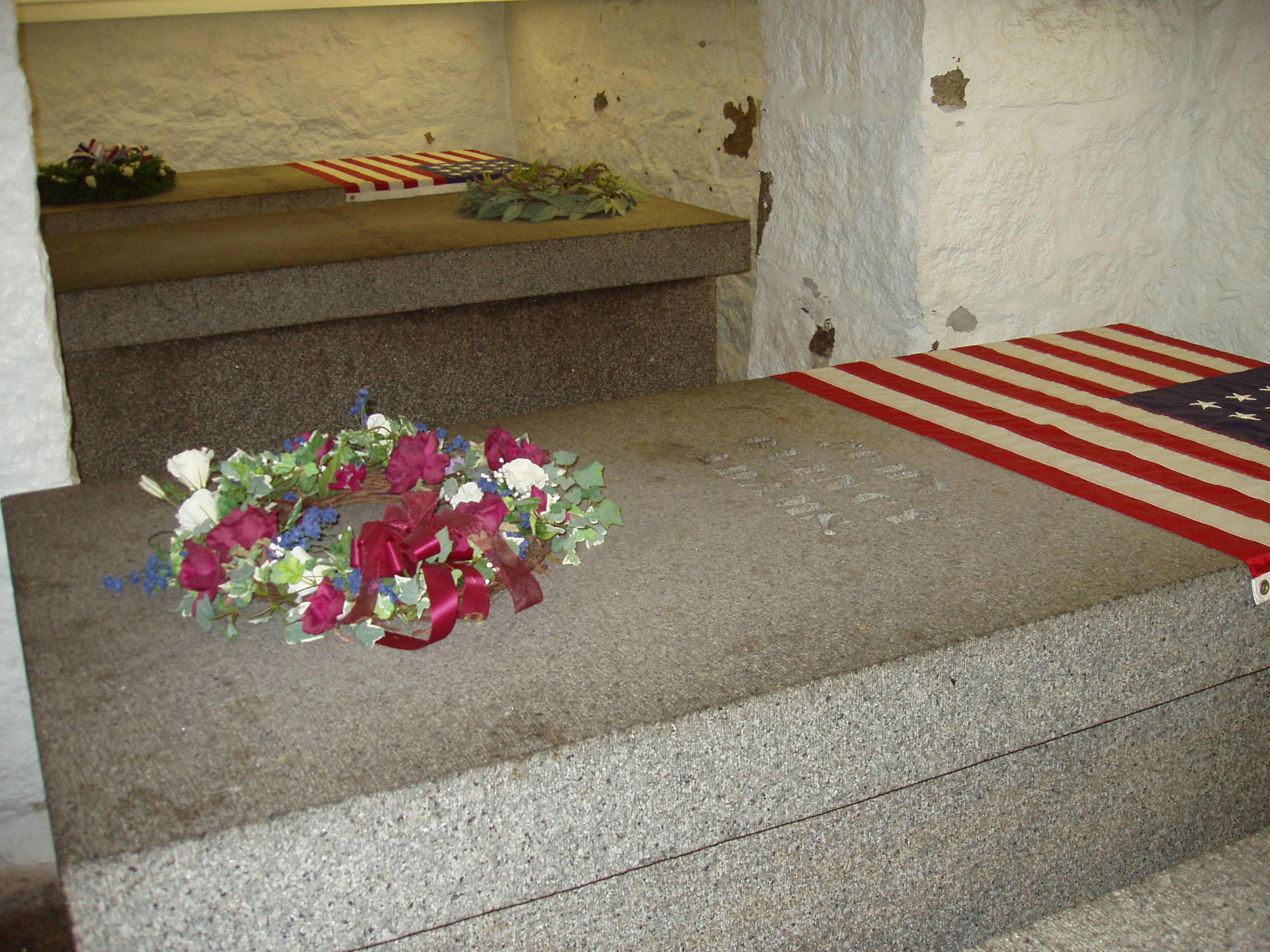
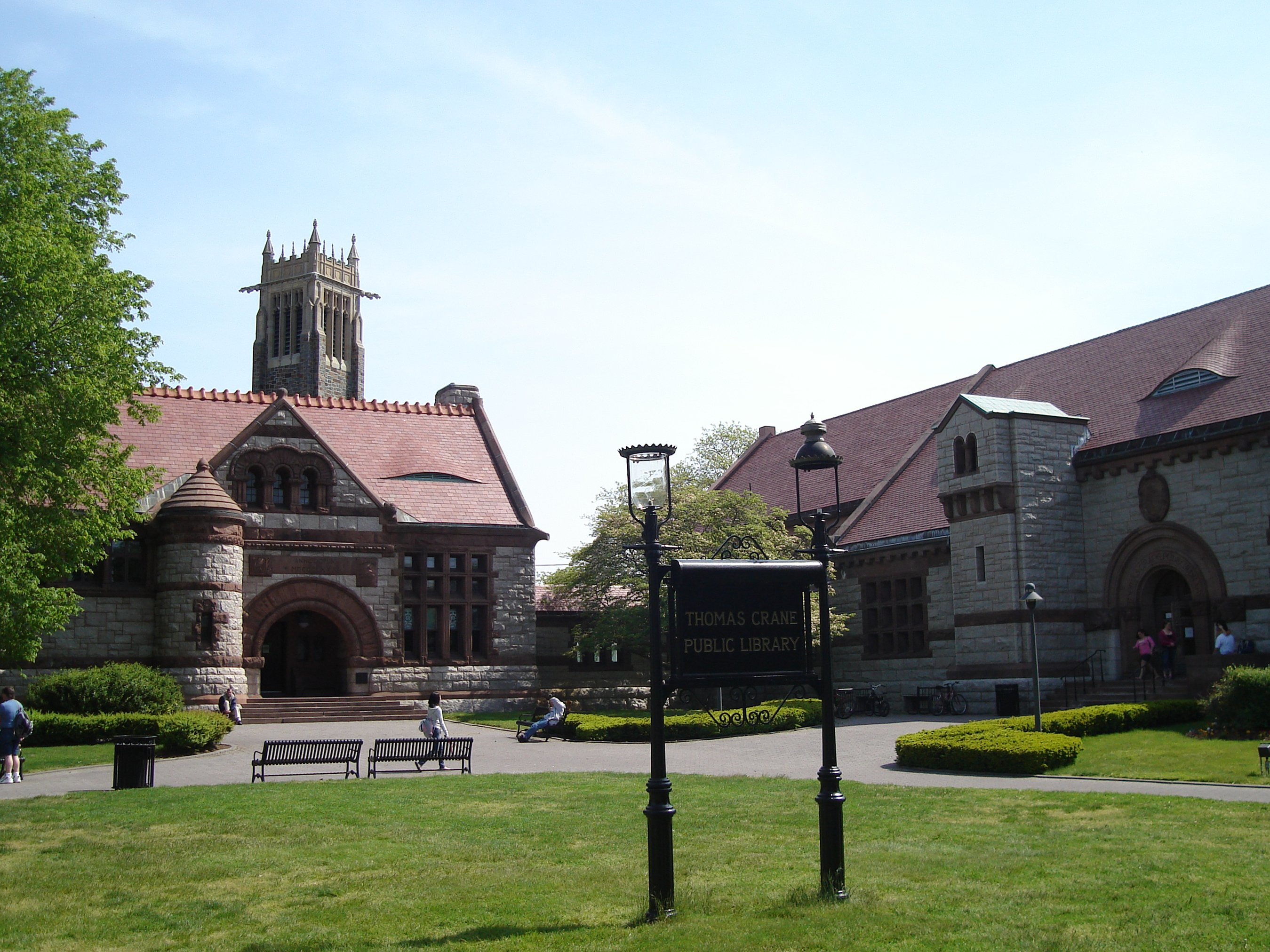
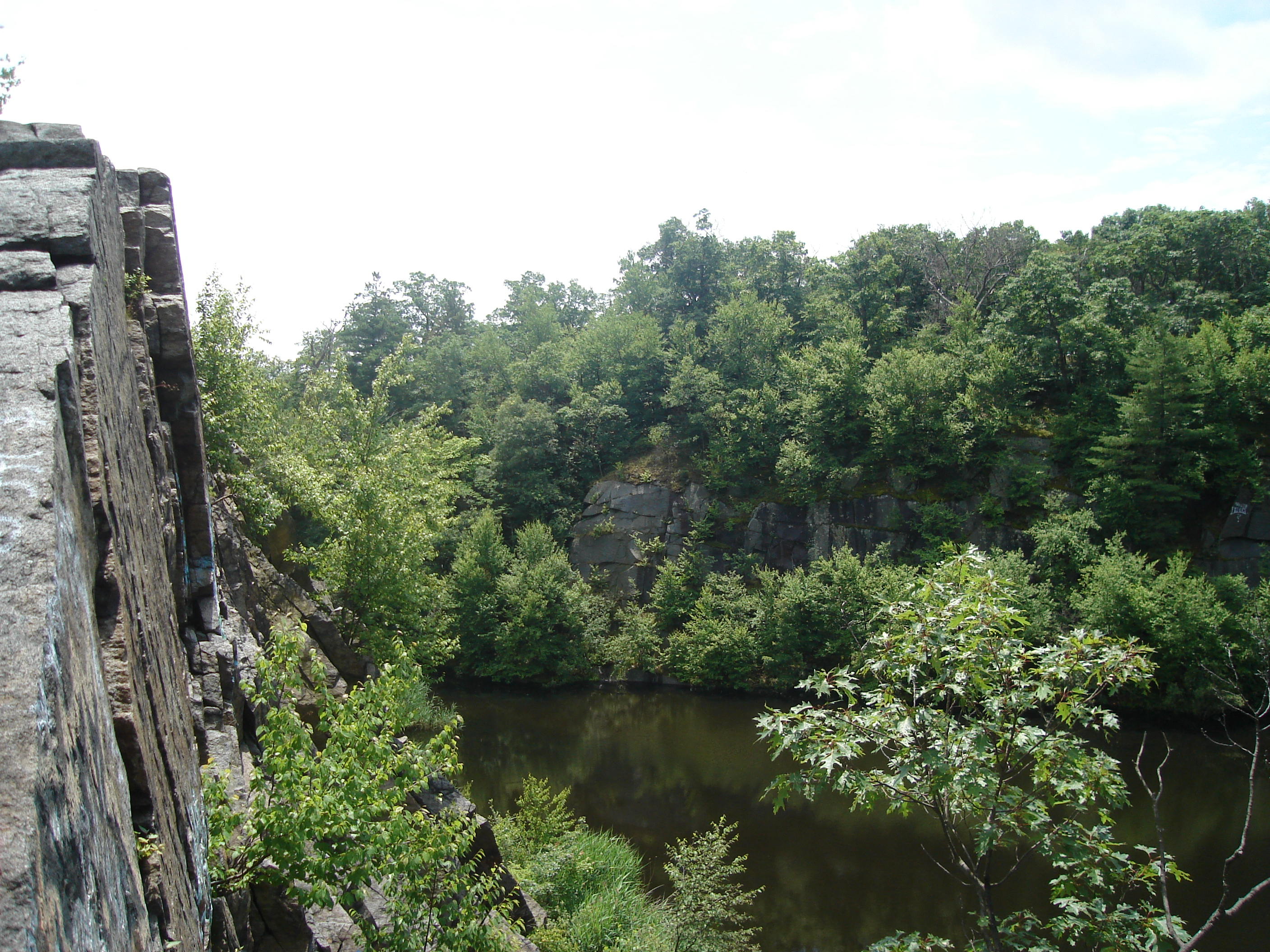
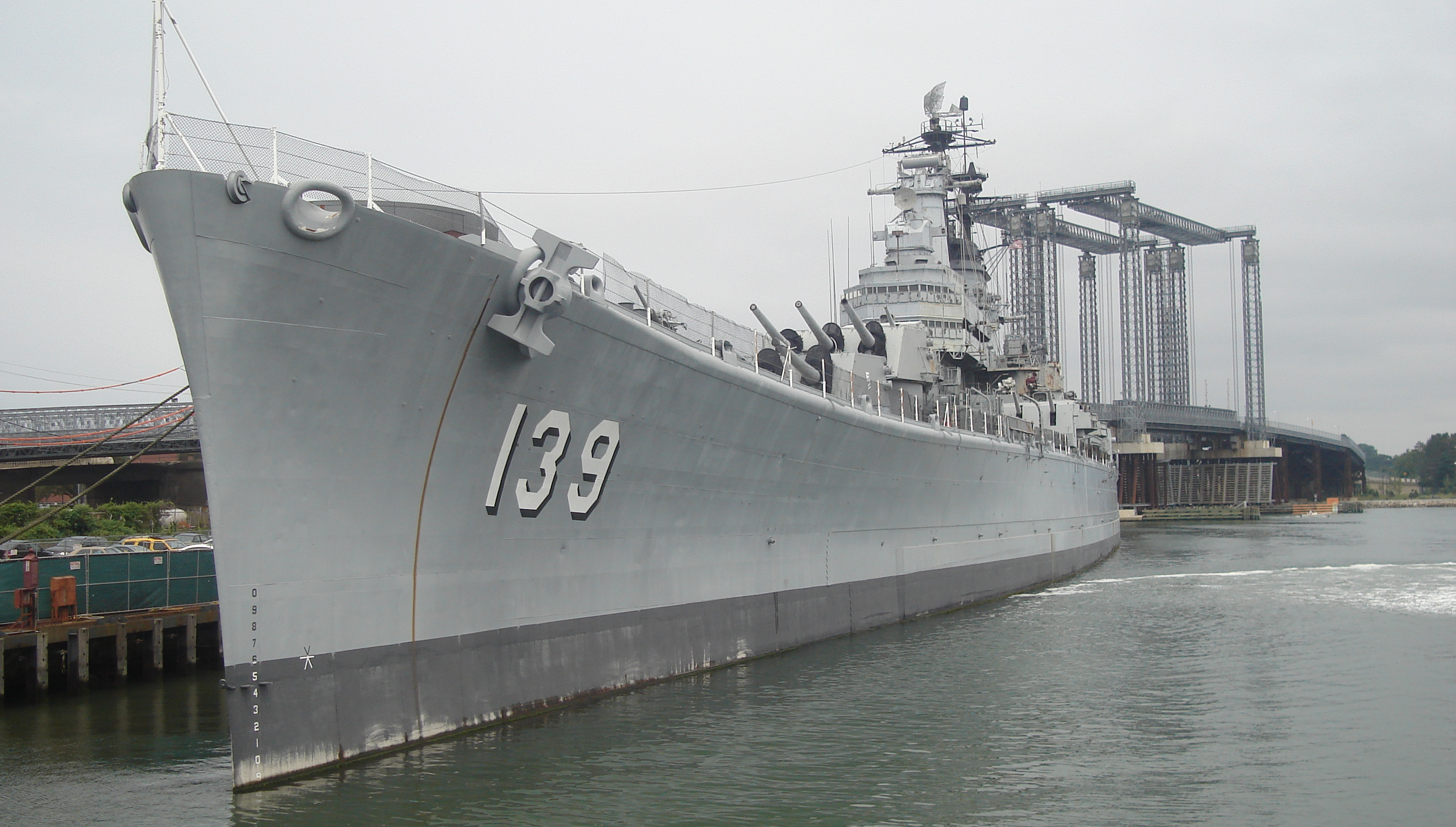